# Саяка пальмова
Сая́ка пальмова (Thraupis palmarum) — вид горобцеподібних птахів родини саякових (Thraupidae). Мешкає в Центральній і Південній Америці.

## Опис
Довжина птаха становить 19 см, вага 36 г. забарвлення переважно тьмяне, сіре або оливково-зелене. Махові пера чорнуваті, хвіст чорнуватий з зеленими краями. На крилах жовті смуги, помітні в польоті, Самиці є дещо блідішими за самців.

## Підвиди
Виділяють чотири підвиди:

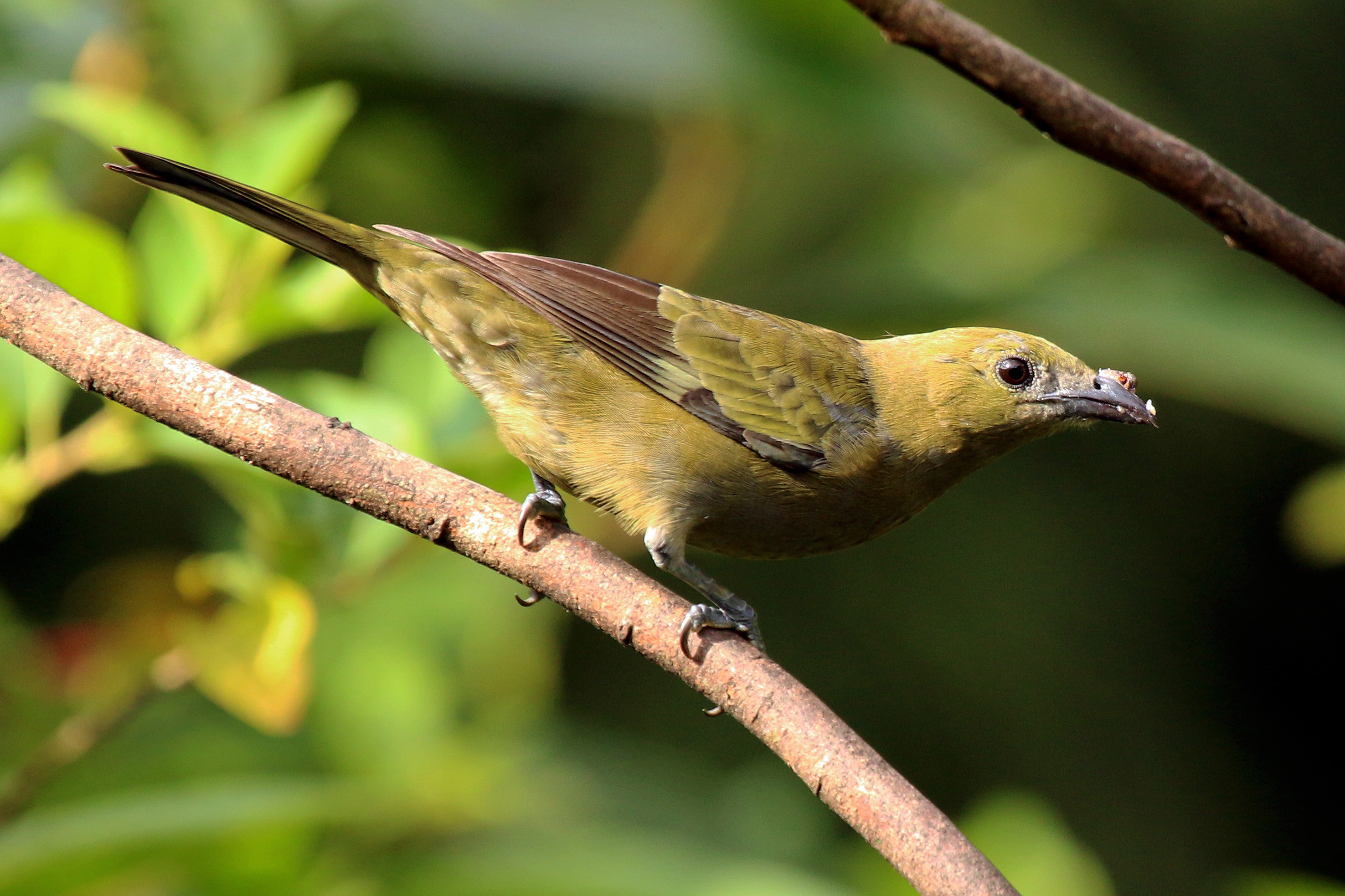
Пальмова саяка (острів Тринідад)

- T. p. atripennis Todd, 1922 — від східного Нікарагуа до північної Колумбії і північно-західної Венесуели;
- T. p. violilavata (Berlepsch & Taczanowski, 1884) — південно-західна Колумбія і захід Еквадору;
- T. p. melanoptera (Sclater, PL, 1857) — Гвіана, Амазонія, Тринідад і Тобаго;
- T. p. palmarum (Wied-Neuwied, 1821) — від східної і південної Бразилії до східної Болівії, Парагвая і північно-східної Аргентини.

## Поширення і екологія
Пальмові саяки мешкають в Нікарагуа, Коста-Риці, Панамі, Колумбії, Венесуелі, Гаяні, Суринамі, Французькій Гвіані, Еквадорі, Перу, Болівії, Бразилії, Аргентині, Парагваї та на Тринідаді і Тобаго. Вони живуть на узліссях вологих тропічних лісів, в рідколіссях і чагарникових заростях, в галерейних лісах, на плантаціях і в садах. Зустрічаються зграйками, на висоті до 1200 м над рівнем моря. Живляться плодами, нектаром і комахами, зокрема личинками лускокрилих. Гніздяться на деревах, зокрема на пальмах. В кладці 2-3 яйця. Інкубаційний період триває 14 днів, пташенята покидають гніздо через 17 днів після вилуплення.